# Hippolyte Casimir Gourse
Hippolyte Casimir Gourse, né le 2 novembre 1870 à Toulouse et mort le 10 mars 1932 à Paris, est un peintre français.

## Biographie
Hippolyte Émile Casimir Alexandre Gourse est le fils de Casimir Gourse, négociant, et de Marie Louise Françoise Aline Prax.
Élève d'Alexandre Serres, Jean-Paul Laurens et Benjamin-Constant, il expose au Salon de 1887 à 1914. Il devient membre de la Société des Artistes français.
Il remporte chronologiquement une médaille de bronze à l'Exposition universelle de 1900, médaille d'argent à Albi, diplôme de Grand prix d'honneur à l'exposition de Montauban, bourse de voyage à l'Exposition coloniale de Marseille (1906). Ses voyages le mènent en Algérie et Tunisie, et feront de lui un peintre orientaliste.
Il meurt à l'âge de 61 ans.